# 三波春夫
三波 春夫（みなみ はるお、1923年〈大正12年〉7月19日 - 2001年〈平成13年〉4月14日、本名：北詰 文司（きたづめ ぶんじ））は、新潟県三島郡塚山村（現・長岡市）出身の浪曲師、演歌歌手。紫綬褒章受章、勲四等旭日小綬章受章、新潟県民栄誉賞受賞。自身の長編歌謡浪曲などの作詞・構成時のペンネームとして「北村 桃児（きたむら とうじ）」を用いた。俳号は「北桃子（ほくとうし）」。日本会議代表委員。

## 人物
戦後昭和の歌謡界黄金期を代表する歌手の一人である。元浪曲師・南篠文若（なんじょう ふみわか）としての経歴を活かし、浪曲を題材に自ら創作した歌謡浪曲を得意とした。特に「元禄名槍譜 俵星玄蕃」に代表される長編歌謡浪曲は、三波ならではの至芸とも評される。
いつも絶やさぬ朗らかな笑顔と浪曲で鍛えた美声で知られ、歌謡曲の衣装に初めて和服を使用した男性歌手でもある。自らの芸と観客に対する真摯な姿勢は、あまりに有名な「お客様は神様です」のフレーズを生む基盤ともなった。三波デビューの翌年、1958年のデビューで同じ浪曲師出身の村田英雄とは長年ライバル同士とも位置付けられ、両者の間には様々なエピソードが生まれた。1994年に前立腺がんの診断・病名告知を受けているが、死去までの7年間、家族や近しい関係者以外にはその事実を隠し通し、闘病を続けながら最晩年まで精力的に音楽活動を続けた。
タレント・俳優・歌手の三波豊和は長男。三波の死後に解散した所属事務所「株式会社三波プロダクション」の継承会社、「株式会社三波クリエイツ」代表取締役・八島美夕紀は長女。かつては『三波美夕紀』の芸名でタレント活動をしていたこともあり、晩年の11年間、三波のマネージャーを務めた。
2011年からは「三波流」の流主・三波美夕紀として、三波春夫の真骨頂である「長編歌謡浪曲」を、若手歌手たちに教えている。三山ひろし、山内惠介、市川由紀乃、辰巳ゆうと、その他「歌い継ぎたい」という歌手たちが稽古を受けている。

### 統一教会との関係
- 1987年12月に統一教会の関連団体「国際勝共連合」が出版した本「私のみた勝共運動:各界有識者70人の証言」に、三波は「武道館３万人大会に参加して」という記事を寄稿した[4]。 しかし、タレントが合同結婚式に参加した事が発覚したあとの芸能界の騒動報道の頃の1993年、フジテレビ「おはよう！ナイスデイ」に出演した三波は、「統一教会の実態を全く知らなかった」「４年間のシベリア抑留を経験した者として、ただひたすらに反共の思いであった」と話した。

## 来歴・生涯

### 浪曲師「南篠文若」時代・シベリア抑留
1923年（大正12年）7月19日、新潟県三島郡塚山村塚野山（越路町塚野山を経て現・長岡市塚野山）で北詰家の三男として誕生。家業は本屋・印刷・書籍・文具商だった。幼少期からの友達として米山稔がいる。
1930年（昭和5年）、7歳の時、母が腸チフスで死去。この時、自らも発病し生死の境をさまよっていたため、母の臨終には立ち会えなかった。その後、妻を亡くした父親は家庭内を明るくしようと、夜になると三波を含めた3人の子どもを仏壇の前に正座させ、江差追分などの民謡を教えた。兄弟揃って一生懸命に歌ったが、父親の歌う民謡がひどく悲しいものに感じたという。
1932年（昭和7年）9歳の時に父が再婚。継母との関係は非常に良く、自分の連れ子と分け隔てなく可愛がってくれたという。
1936年（昭和11年）、家業が傾き、13歳の時、家族で上京。米屋、製麺工場で住み込みで働き始める。この頃から浪曲師への志望が高まっていく。同時期に寿々木米若に入門願いを出しているが、米若からは芸界の苦労や厳しさが書かれた丁寧な断り状が届く。しかし当時は浪曲に高い人気があり、志望者も多かったため、断り状さえ非常に光栄に感じたという。
1938年（昭和13年）、15歳。築地魚市場内で仲買人をしていた伯父の店「川悦」に就職。市場内でも仕事が終わると魚を入れる木箱（とろ箱）を重ねて即席の演台を設え浪曲を披露し、大人気だった。
1939年（昭和14年）、伯父が病に倒れ死去、「川悦」の経営に奔走するが、立ち行かなくなり店終い。たまたま八丁堀の住吉亭で行われていた「浪曲学校卒業生大会」という看板を見かけ、聴きに行ったことをきっかけに、16歳の9月、文京区本郷の「日本浪曲学校」への入学を決める。10月、東京・六本木の寄席「新歌舞喜」で初舞台。初舞台翌日には二つ目。3ケ月後、住吉亭で『南篠文若』の名披露興業、モタレ（最後の出演者 - トリ - の1つ前。若手にとっては最高の出演順）となる。以後、少年浪曲家として活躍することとなる。1年8か月後には、15日間程度だが、一枚看板で初の巡業を行っている。
1944年（昭和19年）、第二次世界大戦後期の1月、徴兵適齢のため20歳で帝国陸軍に入営し満州国に渡る。軍隊でもその腕を生かし入営半年も経たない内に各中隊別に口演を行い、のちに「浪曲上等兵」と渾名された。
1945年（昭和20年）8月9日未明、日ソ中立条約を一方的に破棄して満洲国に侵攻してきたソビエト連邦（ソ連）軍と部隊は交戦。敗戦を同地で迎え9月11日に武装解除を受けソ連軍の捕虜となる。10月にハバロフスクの捕虜収容所に送られ、その後22歳から26歳までの約4年間、シベリア抑留生活を過ごす。収容所内でも浪曲を披露していたが、ソ連側による徹底した思想教育の中で、演目にも検閲が入るようになり、自らも強い影響を受け、オリジナルの「思想浪曲」や芝居を創作しソ連各地の収容所で披露するなど、捕虜教育係のような役割を負っていた。そうした事実を受け、帰国直後は「共産主義に洗脳されていた」と述べている。また、当時のソ連の捕虜の扱いについては「国際法を無視し、捕虜の人権を蹂躙した国家的犯罪。更にソ連は謝罪も賠償も全くしていない」と非難している。こうした自身の戦争体験・抑留体験もあり、後に1986年11月10日「天皇陛下御在位60年大奉祝祭」に奉祝委員としてテープカットに参加したり、日本を守る国民会議（現・日本会議）の代表委員となるなど、保守系政治活動に参加するようになった。
1949年（昭和24年）9月、帰国。浪曲師として復帰。12月、三味線漫才であった野村ゆきと結婚。ゆきは浪曲の曲師として支える。1950年代半ばに入ると、時代の流れと共に流行歌から演歌大衆歌謡が流行り始める。戦後の社会の急速な変化の中、浪曲は次第に衰退し始めるであろうと予感していた南篠は、歌の持つ大きな力を感じていた。収容所時代から「オーケストラをバックに歌ってみたい」との密かな夢を抱き始めており、加えて、1955年（昭和30年）4月、「おんな船頭唄」を引っ提げ、民謡歌手から歌謡界にデビューした三橋美智也の存在も大きな刺激になり「“民謡調の歌謡曲”がヒットするのなら、“浪曲調歌謡曲”の世界があってもいいのではないか」との思いをさらに強くすることとなった。その後、南篠はついに三味線一本の浪曲師としての活動に見切りをつけ終止符を打つ。

### 「三波春夫」歌謡界デビュー・歌藝（うたげい）の道
1957年（昭和32年）6月、芸名を「三波春夫」と改めて歌謡界へデビュー。デビュー盤は「メノコ船頭さん（C-4084）」で、Ｂ面は及川ウメ子（後に及川三千代と改名）の「サテ、なんとしよう」だった。第2弾が「チャンチキおけさ／船方さんよ」のカップリングであった（C-4091）。その後デビュー初年度にして半年間でシングル7枚、10曲を発表、いずれも大ヒットとなり一躍人気歌手の仲間入りを果たす。特に「チャンチキおけさ」は、故郷を恋しむ思いに満ちた歌詞が当時、集団就職で都会に出ていた若者の郷愁を誘った。
翌年、1958年（昭和33年）、第9回NHK紅白歌合戦（NHK総合・ラジオ第1、#NHK紅白歌合戦出場歴参照）に「雪の渡り鳥」で初出場。
1959年（昭和34年）、テイチクの歌謡曲（流行歌）レコード売上で年間1位が「大利根無情」、2位が「忠太郎月夜」、3位が「チャンチキ酒場」と年間トップ3を独占した。
1960年（昭和35年）36歳。3月1日から、歌謡界で初の、歌手が座長の芝居と歌謡ショーの1ヶ月公演を大阪新歌舞伎座で開催。芝居と歌謡ショーの昼夜2回公演を28日間、休日なしで行う。
1961年（昭和36年）38歳。8月、東京・歌舞伎座公演での1か月公演を開催。以来、1月は名古屋・御園座、3月は大阪・新歌舞伎座、8月は東京・歌舞伎座での『三波春夫特別公演』を1980年8月まで20年連続で定例公演とし、定着させた。この中で上演する芝居は三波が企画し、その7割の作・演出を花登筺が手がけている。デビューから数年間は山口組三代目・田岡一雄率いる神戸芸能社の傘下で仕事をした。しかし、三波は暴力団関係者と親密な交友関係を持つことは、一切なかった。
1963年（昭和38年）6月、東京オリンピックを明くる年に控え、テーマソング「東京五輪音頭」がレコード会社8社競作のもとで発表される。楽曲発表の際には三橋美智也（キング）が歌唱披露。元々、この作品は三橋の歌唱を前提に古賀政男が作曲したものだった。三橋以外に三波（テイチク）、橋幸夫（ビクター）、北島三郎&畠山みどり（コロムビア）、坂本九（東芝）らが歌っているが、中でも三波のテイチク盤 が250万枚を売り上げ突出して大ヒット。100万枚突破の際には祝賀パーティーが開かれ、作曲者である古賀も出席し、古賀本人の指揮の下、三波が生歌を披露している。
1964年（昭和39年）4月、北村桃児（きたむら・とうじ）のペンネームで自ら作詞・構成した長編歌謡浪曲「元禄名槍譜 俵星玄蕃」を発表。浪曲師時代の経験を活かし、歌と浪曲を融合させ、浪曲特有の啖呵（台詞）や節回しも取り入れながら、長時間の浪曲をコンパクトに楽しんでもらおうと創作した『長編歌謡浪曲』は三波歌謡の象徴となり、「俵星玄蕃」はまさに代表作の1つとなった。これ以降、歌手活動だけに留まらぬ精力的な創作活動を展開、「豪商一代 紀伊國屋文左衛門」（1966年）など数々の日本史上の人物や出来事を題材にした作品を発表した。
1967年（昭和42年）3月、1970年（昭和45年）3月から半年間、大阪で開催が決まった日本万国博覧会（大阪万博）のテーマソング「世界の国からこんにちは」が8社競作で発表され、総売上げが300万枚を突破する。この曲でもテイチク・三波盤 は130万枚の大ヒットとなった。この頃から、「国民歌手」、「国民的歌手」が三波の代名詞となった。また、1970年の万博開催後、三波はリベリアで発行された日本万国博覧会開催記念切手に登場している。日本の芸能人が海外の切手に登場したのはこれが初めてのことだった。
戦後日本の復興の象徴ともいえる二つの国際的平和の祭典のテーマソング「東京五輪音頭」・「世界の国からこんにちは」の2曲は、三波が生涯を通じて大切に歌い続けたことで、歌手・三波春夫の代表曲として長く知られることとなった。ちなみに晩年、1994年（平成6年）の『芸道55周年記念リサイタル』でのMCで三波はこの2曲を「生涯の宝物でございます」と語っている。
1975年（昭和50年）三波春夫名義で『おまんた囃子』の作詞作曲を手掛け50万枚のヒットとなる。
1976年（昭和51年）、知己のテレビプロデューサーで、「てなもんや三度笠」などで知られる澤田隆治からの企画提案を受け、自身初のリサイタルとなる「歌謡生活20周年記念リサイタル『終り無きわが歌の道』」を開催。澤田はプロデューサーとして、実現のため奔走した。
1986年（昭和61年）、11月、紫綬褒章受章。12月、第37回NHK紅白歌合戦に、白組歌手として当時最多記録となる29年連続29回目の出場を果たす（ちなみにこの時点の史上最多出場は30年連続出場の島倉千代子）。だが、翌1987年（昭和62年）の第38回NHK紅白歌合戦は、出場歌手の選出方法が大幅に変更になった事も影響し、出場歌手発表前の11月6日に島倉が「30回という区切りを大切にしたい」と出場辞退を発表、三波も同月25日、「後進に道を譲りたい」として辞退することを発表した。その2年後、1989年（平成元年）の第40回NHK紅白歌合戦に、3年ぶり30回目の復帰出場。紅白が40回目である事に加え、元号が「昭和」から「平成」へ変わって初の紅白であるため、初の2部構成、4時間20分に及ぶ特別編成となった。三波は「第一部・昭和の紅白」に出場し、「東京五輪音頭」を歌っている。

### がん告知と晩年
1992年（平成4年）7月22日に過去のヒット曲にハウスサウンドやラップ、レゲエを導入してリメイクしたアルバム『オマンタせしました! HARUO IN DANCE BEAT』を発売11月21日に発売したシングル「ジャン・ナイト・じゃん／IKA-NEVER」（フジテレビ系深夜アニメ『スーパーヅガン』ED曲） でもラップに挑戦した。同年、ゲームソフト『ヨッシーのクッキー』のCMでレゲエにアレンジされた「炭坑節」の替え歌を披露するなど、この時69歳という年齢ながら、ジャンルに囚われない精力的な音楽活動を展開し、抜群のリズム感とともに実力を示した。
同年の7月23日、新宿の日清パワーステーションで開催されたアルバム発売記念のライブイベント"HARUO IN DANCE BEAT"では電気グルーヴと共演、また12月にはジュリアナ東京でもライブを開催している。その柔軟な姿勢は若年層にも受け入れられ、ライブでは若い観客が三波の歌声に狂喜乱舞した。
1994年（平成6年）1月、体調を崩して訪れた東京都内の病院で前立腺癌と診断された。発見された時点で既に早期ではなく、当時マネージャーだった娘・美夕紀が、父・三波と母を前に病名を告げた。三波は動揺することもなく穏やかに「仕事をしながら病気と闘っていきましょう」と家族に語ったという。また、「完璧な形で歌を歌っていきたい」との強い思いから死去するまで家族以外には一切病名を隠し通し、抗がん剤の影響で頭髪が薄くなると、植毛を施して病を感じさせない変わらぬ容姿で歌手活動を継続した。病名告知以後、8月には東京・歌舞伎座にて『芸道55周年記念リサイタル』を開催。また、長編歌謡浪曲の集大成として制作していた2時間25分の組曲アルバム『平家物語』（1994年）を構想10年執筆6年という歳月をかけた上で無事完成させる。この「平家物語」で、第36回日本レコード大賞企画賞を受賞し、この年の仕事を無事に乗り切ったことでその後の闘病生活に自信を持ったという。また、この年には勲四等旭日小綬章を受章している。
1997年（平成9年）には永六輔作詞の「明日咲くつぼみに」を発表。これ以降、永と親交を深め、永の番組やトークイベントに参加したり、老人ホームへの慰問などの活動にも尽力した。
1998年（平成10年）8月6日には、さだまさしが平和への祈念を込め、長崎で開催した無料コンサート、「1998 夏 長崎から さだまさし」にゲスト出演し、「この山は、この川は」と「世界の国からこんにちは」、「大利根無情」の3曲を歌った。体調悪化のなかであったが、大利根無情においては晩年期の歌唱キーよりも半音高い往年のキーで見事に歌い上げ、観衆の拍手喝采を浴びた。後年、NHKで放映された三波の追悼番組『三波春夫さん～日本の歌をありがとう～』の中でさだは、「失礼かもしれないけれども、御見それしましたと言いたい。あのお歳で、あれだけの観客をひきつけるオーラ…。やはりライブのできるシンガーは本物なんです。私たちシンガーは表現する上で迷いの中で生きているんですよ。しかし、98年の三波さんのステージは、淡々と私はこれです! 私、ここです! っていうものを感じて、私は非常に好きだったな…」と思い出を語った。この時の交流がきっかけとなり、1999年6月23日に発売された、さだのアルバム『季節の栖』では、さだの依頼を受け、収録曲の作詞を担当している〈「星座（ほし）の名前 」〉。
1990年代以降、自らのシベリア抑留体験を積極的に語るようになり、実際に当時の収容所跡地にも出向いて抑留生活の面影を辿り歩いた。2001年にはその様子を収録したドキュメンタリー番組が制作されている。

### 歌藝60年の集大成とその終焉
1999年（平成11年）12月31日、『第50回NHK紅白歌合戦』へ10年ぶり31回目の出場を果たし「俵星玄蕃」を披露するが、これが生涯最後の紅白出場となった。当時の紅白歌合戦プロデューサー・磯野克巳によると、磯野の担当番組『ふたりのビッグショー』に三波が出演した際、三波から『もう一度、紅白へ出たい』と打ち明けられたことが再出場のきっかけになったという。悲願の再出場となった紅白だが、この頃、既に病の進行による体力低下が顕著な状況で、自身の出番以外は殆ど楽屋で横になっていたことが磯野によって明かされている。また、2005年12月29日放送の『あなたが選ぶ思い出の紅白・感動の紅白』の中でも、北島三郎が「この時、三波さんは体調悪かったんですよ…」と回想している。当時76歳だった三波のこの時の歌唱は、60年に及ぶ歌藝の集大成とも評された。
2000年（平成12年）5月末、同郷の芥川賞作家でシンガーソングライターとしても活動している新井満の作詞・作曲による生前最後のシングル曲「富士山（c/w イズノスケ音頭）」のレコーディングが家族の見守る中行われた。同曲は同年8月1日に新潟から生放送された『NHK歌謡コンサート』で披露されている。同年11月12日に行われた、故郷の三島郡越路町町制45周年記念イベントのステージが生涯最後の舞台となった。既に歩行にも支障をきたしており、舞台へは杖を片手に上がった。杖無しでの歌唱も含め2時間全22曲を無事に歌いきった。映像の有無は不明である。翌12月上旬に東京都内の病院に入院し、この際に医師から親族に対し、危険な状態に入りつつあるとの宣告を改めて受けている。
2001年（平成13年）2月初旬のこと、都内でも大雪になり、三波は病床で「ふるさとを見せてやろうと窓の雪」との句を詠んだ。それを聞いた美夕紀が「辞世の句かしら」と問いかけると、三波は「そうかもな」と少し元気なく答え、続けて「逝く空に 桜の花が あれば佳し」とも詠んだ。美夕紀は「桜の花が咲くと一緒に永眠するのか」と思ったという。
そして奇しくも同年、桜の時期の4月14日、前立腺癌のため東京都内の病院で死去。77歳没。病名告知以降、手術はせずに化学療法を選択。最期まで苦しむ事はなかったという。死去の3日程前から眠っている状態だったが、息を引き取る2時間前に目を開き、妻に語りかけた「本当にたくさんの歌を一緒に作ったね。ママ、ありがとう。幸せだった…」が最期の言葉だった。生前に発表した楽曲数は1,058曲、シングル盤の総売上は2,510万枚を記録した。三波の死は娘・美夕紀が翌年12月に早期発見の為のPSA検査受診を呼びかける「三波春夫PSAネットワーク」を立ち上げる契機となった。
戒名は「大乗院法音謡導日春居士」。墓所は東京都杉並区の妙法寺。
同時代の歌手の中でも、同じ浪曲出身で三波のライバルとされた村田英雄は「春日八郎、三橋美智也、三波春夫と、お互いに戦後の歌謡界を引っ張ってきた旗頭をまた一人失い、非常に寂しい思いだ。これからもっと歌ってほしかった。自分より先に亡くなるなんて……」「これで生きているのは私だけになった」と三波の訃報に絶句。村田は1988年、同世代で同時期に活躍した春日・三橋と「三人の会」を結成しジョイント・コンサートを行うなどの活動を行っていた。しかしこの時すでに二人はこの世を去っており、さらに三波をも失った事の大きな衝撃を語る一方、度々噂された三波との確執を改めて否定、1996年の右膝下切断手術後、三波から励ましの電話を貰っていたことを明かした。

### 没後

三波春夫の銅像（「三波春夫顕彰碑」の一部）（新潟県長岡市塚野山）

三波の死後、出身地の新潟県から「新潟県民栄誉賞」が贈られた（授与式は2001年4月29日、新潟スタジアム杮落としイベントに合わせて行われた）。
2002年（平成14年）、4月、三波の遺徳を偲び、その功績を称えるため出身地の長岡市塚野山に顕彰碑が建立される。三波の等身大銅像と「チャンチキおけさ」の歌碑、三波直筆の句碑、生涯の記録を綴った沿革碑が設置され、傍らには、三波が最期に詠んだ句「逝く空に 桜の花が あれば佳し」にちなんで1本の桜の木が植樹された。
同年6月13日、村田英雄が肺炎のため死去（73歳没）。村田は死の1年前の2001年6月27日に、村田・三橋美智也・春日八郎が「三人の会」のコンサートで披露したオリジナル曲「哀愁」のライブ音源のCD化を、レコード会社の垣根を越えて実現させた。その発表会見の際には「三波さんの死が堪えた。もう私には時間が無いと（改めて）思った。私の命があるうちに何としてでも世に出したかった」と語っている。
2005年（平成17年）8月8日、三波の最愛の妻で、文字通り「三波春夫」を二人三脚で創り上げた敏腕プロデューサーでもあった北詰ゆきが死去。79歳没。
2013年（平成25年）6月22日〜8月9日、三波の生誕90年、没後12周年（13回忌）となるこの年に、生前の現存するコンサート映像（1976年の歌謡生活20周年記念リサイタル「終り無きわが歌の道 - 於：荒川区民会館 - 」と1994年の「芸能生活55周年記念歌舞伎座リサイタル」）を映画館上映のためにHD映像／サラウンド音声にてデジタルリマスターし、特別シネマ公演として再編した映像作品「三波春夫『歌藝（うたげい）～終り無きわが歌の道』特別シネマ公演」（配給：ソニーPCL Livespire） が全国41か所の映画館で順次上映され、好評を博した。
2014年（平成26年）2月24日、生誕90年記念企画として、大手音楽ソフトチェーン・タワーレコードとのコラボレーションで限定商品を発売する事が発表された。前年の9月8日に「第32回夏季オリンピック競技大会」の2020年東京開催が決定し、それを記念して「東京五輪音頭」を初めて配信したところ、予想以上に若年層に好評だったことから、「若い人に（三波春夫を）より知ってもらおう」という意図で企画が実現したものである。そして3月7日、タワーレコードではこの日を「ミナミの日」として、「五輪音頭」「世界の国からこんにちは」など6曲入りCDシングル『世界の国からこんにちはep』、三波の顔写真がプリントされたTシャツなどが限定発売された。またこの日、タワーレコード新潟店のあるイオンモール新潟南内のシネコン・イオンシネマ新潟南では15:00から「三波春夫『歌藝～終り無きわが歌の道』特別シネマ公演」の1回限りのアンコール上映が行われた。
2016年10月20日、三波の声をもとに音声合成技術で開発されたバーチャル歌手「ハルオロイド・ミナミ」（HAL-O-ROID）が配信限定シングル『東京五輪音頭』と『海の声』でデビューした。なお、ハルオロイド・ミナミはCeVIOのライブラリとして配布されており、各人が使用できるようになっている。

## 「お客様は神様です」
「お客様は神様です」とは、1961年（昭和36年）頃の自身のステージ上、三波と司会を務めた宮尾たか志との掛け合いMCの中で生まれた言葉である。宮尾の「三波さんは、お客様をどう思いますか?」の問いかけに、三波は「うーむ、お客様は神様だと思いますね」と応える。ここで宮尾がたたみかけるように、客をいろいろな神仏になぞらえ、「なるほど、そう言われれば、お米を作る神様もいらっしゃる。ナスやキュウリを作る神様も、織物を作る織姫様も、あそこには子供を抱いてる慈母観音様、なかにゃうるさい山の神……」と、このやりとりで観客は笑いの渦となり、これ以降、定番のMCとして全国各地で披露された。ここでの神とは、日本古来の神であるが、三波本人の説明によると、「舞台に立つときは敬虔な心で神に手を合わせた時と同様に心を昇華しなければ、真実の芸はできない」「いかに大衆の心を掴む努力をしなければいけないか、お客様をいかに喜ばせなければいけないかを考えていなくてはなりません。お金を払い、楽しみを求めて、ご入場なさるお客様に、その代償を持ち帰っていただかなければならない。」「お客様は、その意味で、絶対者の集まりなのです。天と地との間に、絶対者と呼べるもの、それは『神』であると私は教えられている。」と、自身の芸と観客との関係について、自著で述べている。その後、このフレーズ「お客様は神様です」を流行らせたのは三波の舞台を観たレツゴー三匹である。また、コント55号の坂上二郎が、コントの中でこのフレーズを用いて「お客様は仏様でございます」というギャグにしていたことがある。
永六輔が後年さらに「観客＝絶対者」について尋ねているが、三波は「自分はすべての人をお客様だと思っているわけではない。（料金を払って）自分のステージを見に足を運んでくださる人だけがお客様だと思っている。そうした方々は『絶対者』だろう。ステージが〈天〉なら客席は〈地〉で、その天地の中にいる唯一の絶対者がお客様。そういう存在を〈神様〉というのだと自分は教わった」と説明している。
派手な和服姿で「お客様は神様でございます」と舞台上で語る三波を「商売気たっぷりの成金趣味」と嫌味を言う者も少なくなかった。しかし、三波自身は「お客様に自分が引き出され舞台に生かされる。お客様の力に自然に神の姿を見るのです。お客様は神様のつもりでやらなければ芸ではない」という趣旨の発言をしている。単なるリップサービスでも客に媚びている訳でもなく、客前で何かを披露するという芸の本質を語ったものであった。芸に対する真摯さは人一倍だったとされ、自身の公演では客席に降りて歌う事も、紙テープも断り「舞台に立った自分をお客さまに頭から足の先まできちんと見ていただく」事を常とした。
三波ファンの作家森村誠一は『知るを楽しむ 私のこだわり人物伝「三波春夫・わが愛しの日本人」』（NHK教育、2006年10月放送）の中で、哀しげな歌も明るく聴かせる三波の“天性の明るさ”に救われたと語り「金銭的な報酬を与えてくれる観客を神様と持ち上げていると思われがちだが、三波自身は神の面前で歌を披露する存在」と解説している。
三波側では、以前からこのフレーズの“真意とは違う”使われ方を「歓迎出来た話ではない」としながらも静観していたが、オフィシャルサイトに『「お客様は神様です」について』のタイトルでコラムを掲載、「例えば買い物客が『お金を払う客なんだからもっと丁寧にしなさいよ。お客様は神様でしょ?』と、いう感じ。店員さんは『お客様は神様です、って言うからって、お客は何をしたって良いっていうんですか?』という具合」と具体的な例を挙げた上で、三波が言っていた「お客様」とは商店や飲食店などの客ではなく、聴衆・オーディエンスであり、「この言葉を盾に悪態をつく客（クレーマー）は『様』を付けて呼んで貰えるような人たちではないと思います」と解説している。

## エピソード

### 日本初の男性和服歌手・三波春夫の誕生秘話
歌手デビューした1957年当時、三波の衣装は白いタキシードだった。当時、藤山一郎や東海林太郎をはじめとする男性流行歌手はスーツかタキシードで歌うことが当たり前だったが、三波自身は物足りなさを感じていた。いつもそばで見ていた妻・ゆきは派手な所作や表現力豊かな三波に相応しい衣装として浪曲師時代から慣れ親しんできた「着物」を用いることを提案。当初、所属していたテイチクレコードの重役陣に反対されたが、この年、2週間の浅草国際劇場公演の際に初めて家紋を散らした紋付き袴姿で舞台に上がったところ、観客の拍手喝采に「奥様、やはり、日本の男性は和服に限ります…」と重役陣も脱帽したという。このエピソードこそ三波春夫が男性歌手として初の和服姿で歌ったと言われるきっかけとなった。三波の芸道の陰には常に妻の支えがあり、夫唱婦随で「三波春夫」を創り出していた。これをきっかけに舞台向きのデザインを工夫して誂え「着物姿の三波」が定着。浪曲の頃から大胆だった所作も、歌を立体化して、よりドラマチックに演ずるためにと研究を重ねた。
三波は晩年の1998年6月、NHK放送の「スタジオパークからこんにちは」にゲストとして出演した際に、このエピソードを語っている。

### 日本テレビ「桃太郎侍」ヒットの陰の立役者
三波は1976年から1981年まで日本テレビで放送された、高橋英樹主演のテレビ時代劇「桃太郎侍」の主題歌「桃太郎侍の歌」を担当、作詞も手掛けているが、番組は開始当初「基本的に人を斬らず、諭して改心させる」というストーリーが中心で、長屋の喧嘩を諌めるような立ち回りの無い人情話もあり、視聴率は決して芳しくなかった。そんなある日、主演の高橋と三波がゴルフをする機会があり、ラウンド中、三波が高橋に「桃太郎、お地味ですねえ。もっと時代劇はすっきりしないと。高橋さんはお派手がお似合いですよ」とアドバイスした事がきっかけとなり、峰打ちだった殺陣を大人数を派手に斬り捨てるスタイルに、敵陣に乗り込むクライマックスの衣装を黒の着流しから三波の衣装にならった絢爛豪華なものに変更、登場の際には口上を述べるなど、高橋が制作側に提案し路線変更したことで人気が上昇、5年間に及ぶ長寿番組となり、高橋の代表作の一つとなった。

### サザンオールスターズ・桑田佳祐とのエピソード
第33回NHK紅白歌合戦に「チャコの海岸物語」で出場したサザンオールスターズの桑田佳祐は当時国民的歌手とまで言われた三波（サザンの1つ前の位置で歌唱）を真似ながら登場。三波は同番組の常連であり、本人も舞台袖のモニターでこのシーンを目の当たりにしていた。派手な着物と顔は白塗りといった格好で、演歌調で歌い、曲の間奏中に「神様です」「国民の皆様、ありがとうございます。我々放送禁止も数多くございますが、こうやって、いけしゃあしゃあとNHKに出させていただいております。とにかく、受信料は払いましょう!　裏番組はビデオで見ましょう!」などの発言をし、後半部は松田弘以外の男性メンバー（関口和之・野沢秀行・大森隆志）がひしめき合って歌うなどのパフォーマンスを行った。
当時は現在と違い非常に厳粛な雰囲気であった紅白の中で、桑田のパフォーマンスは視聴者から大バッシングを受けた。桑田はこのパフォーマンスについて特別な意味・意図はない事と「ノッてただけ」「浮かれてた」「演ったあの場では楽しかった」事を後に著書「ブルー・ノート・スケール」で述べている。
ちなみに、三波は1998年のサザンのライブ『スーパーライブ in 渚園 モロ出し祭り 〜過剰サービスに鰻はネットリ父ウットリ〜』のチケットの発売を伝える新聞広告でコメントを寄稿しており、当時の紅白に関するエピソードが語られ、得点集計コーナーで三波と桑田が並んだ際に客席から大爆笑が起こった事と、「（共演した際の印象として）彼の笑顔には真摯な緊張があったような……」「（前日に桑田の殺陣の動きが気になりアドバイスした際の印象として）素直にうなずく表情がとてもかわいい人でした」と桑田の印象と人柄を語り、「（デビューから数えて）20年の歳月は、人間の心を知る見事な歌手を育てました」「更なる精進と活躍を祈ります」と称賛している。
桑田は2013年と2018年にAct Against AIDSの一環として行われた『昭和八十八年度! 第二回ひとり紅白歌合戦』『平成三十年度! 第三回ひとり紅白歌合戦』で、三波の「東京五輪音頭」「世界の国からこんにちは」をカバーした。

### 林家こん平・林家たい平とのエピソード
同郷の落語家・林家こん平（2020年没）が三波の大ファンであったことが知られているが、こん平の直弟子である林家たい平が自身の真打昇進披露パーティーで、たまたま開催日と誕生日が近かった師匠・こん平を驚かせようと、三波にパーティーへのサプライズ出演を依頼する手紙を送ったところ、三波は「お弟子さんの気持ちもわかるが芸能界の序列、しきたりを知らないと今後も同じ失敗をするだろう」と忠告する手紙を添えて、こん平に送り返したという。
結局、三波はパーティーへの出席を断ったものの、当日は真打昇進祝いを贈った。その後、こん平が「しくじり」を犯したたい平を伴って三波の元へ謝罪に訪れた際には「こんちゃんも良い弟子を持ったね」と温かい言葉をかけたという。

### 「唄う学者」
芸能界きっての読書家として知られ、プライベートでは常に本や新聞を読み、執筆活動を行い「勉強」を怠らなかったという。政治経済の分野にも一家言を持ち、殊更、芸能史を含めた日本の歴史に造詣が深かった三波は長年に亘る自らの研究を基にした歴史関係の文筆・著作活動も積極的に行った。自著では自身の持ち歌で『元禄名槍譜 俵星玄蕃』に代表される「忠臣蔵もの」はあくまで創作の芸術（俵星玄蕃は架空の人物）であるとし、史実の元禄赤穂事件とは異なるとしている。「日本英雄列伝」では赤穂義士と戦った小林央通と曾孫の葛飾北斎も偉人に挙げている。永六輔は、三波のこうした勉強・研究熱心な姿や博学多識を称して「唄う学者」と名付けている。

### 「明日咲くつぼみに」レコーディング秘話
1996年の暮れ、永六輔に作詞を依頼し制作された同曲のレコーディングが行われた。永からは「あの歌は、『ストレッチャーで寝てても歌える、100歳になっても歌える』、そんな歌にしたい。三波さんって元気なのはわかるけども、さすがに90歳で俵星玄蕃はできないでしょう。だったらやってください」と曲の制作意図とイメージが三波に伝えられた。しかし、何度やっても三波は声を張り上げて歌いあげてしまう。それを見ていた妻・ゆきは永に、「永さん、もうやめて下さい。あの人はあの歌い方しかできないんです。力なく元気なく歌うなんてことはできないんです!」と話す。「じゃあ辞めましょう」と永が切り出すと、ゆきは三波がいる録音ブースの中に入っていき、「あんた、永さんが言ってることがわからないのか!力抜けって言ったら力抜け。お前は三波春夫じゃないか!ああ、もう三波春夫はいないのか!」と、三波に怒鳴った。その様子をガラス越しに聞いていた永は思わず涙を流したという。永は「ああ、あの奥さんがいて、初めて三波春夫がいるんだって痛感しましたね」と語っている。三波は、妻に叱責された後、いつもの笑顔で「もう一度、お願いします」と一言スタッフに告げ、呟くような歌い方で永のリクエストに応えた。このレコーディングから4年後に三波はこの世を去ったが、永は後に、この歌の歌詞が、既に病魔に侵された身だった三波本人にとって辛い内容になってしまった事が悔やまれると語っている。
2012年1月1日、舟木一夫が「芸能生活50周年記念シングル第1弾」として同曲をカバーし、シングル化している。

### 「三波さん、あなたが神様です」
永六輔が語ったエピソードである。
永は全国各地の老人ホームへの慰問活動に力を注いでおり、ある時、奈良県のとある老人ホームに出向く際に三波を誘ったところ、三波も「是非行きましょう」と快諾した。現地に着くと、施設長から「ずっと歌を歌い続けているおばあちゃんがいるんです。どんなところでもずっと歌を歌い続けるんですが、そのおばあちゃんも三波さんのところへ連れて行っても大丈夫でしょうか？」と尋ねられた。そこで、永は三波に相談したところ、三波は「全然構いません。気にせず歌います」と話した。会場に入るとその女性が既に『一番はじめは一の宮』など、童謡や手遊び歌を歌いながら待っている。三波はその様子を目のあたりにすると、真っ先にその女性へ近づき、自分の持ち歌などそっちのけで女性が歌っている歌を一緒に歌っていく。すると、歌声は次第に観衆全体に広がっていった。三波に同行し、その光景を傍で見ていた妻・ゆきは永に、「永さん、三波はいい歌手になりました…」と話したという。慰問の後、三波は永に「永さん、私は今日は反省しなければなりません。驕っていました。私は、皆さんに私の歌（持ち歌）を聴いていただこうと思っていました。しかし、皆さんそれぞれにご自分の好きな歌があるじゃないですか。それに対し、思い上がっていた私が恥ずかしいです」と語った。永はその話に感動、「お客様は神様です」になぞらえ「三波さん、あなたが神様です…」と心から思ったと語っている。

### 丁寧な物腰
映画『ルパン三世』の主題歌「ルパン音頭」（作詞 - モンキー・パンチ / 補作詞 - 中山大三郎 / 作曲・編曲 - 
大野雄二）レコーディングの際のこと、大野雄二によれば収録スタジオにやってきた三波は自らが既に大スターでありながら驕ったようなそぶりは一切見せず、収録に参加したスタッフや大野に対しても「宜しく御願いします」と深々と頭を下げ、収録時には大野に対して「先生、これで宜しいでしょうか？」と何度も確認するなど非常に丁寧な物腰だったと、大野の著書 で触れられている。
1972年、直木賞を受けたばかりの井上ひさしは、「小説現代」の依頼で、かつて構成台本を担当した経験もある紅白歌合戦の取材ルポを書いたが、終演後、美空ひばりと三波の二人だけが後片付けの設営スタッフ達に労いの声をかけて回っている光景で一文を締めくくっている。（のち「ブラウン監獄の四季」所収）

### 旧自宅跡地に関して

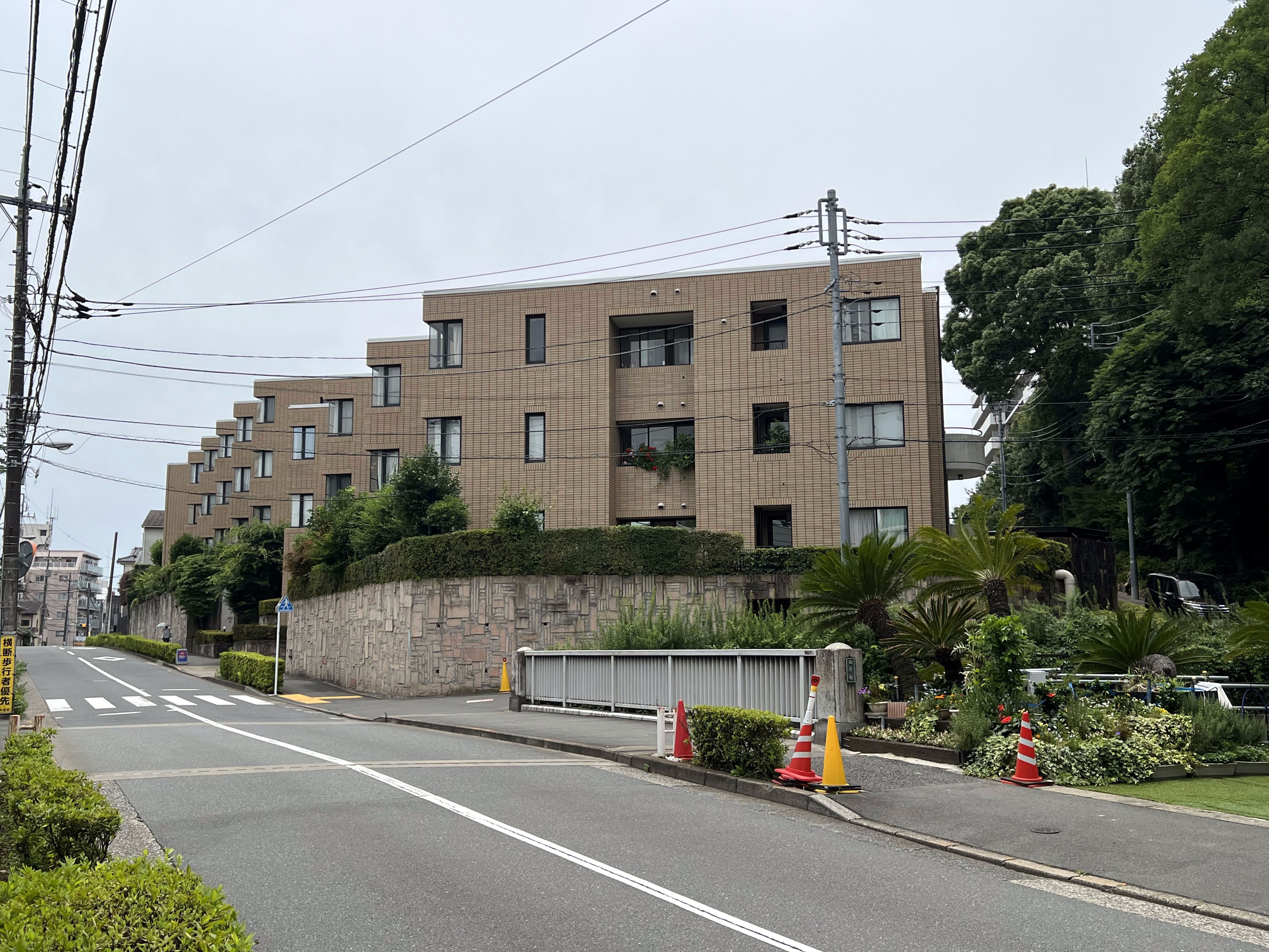
三波春夫邸の跡地に建つマンション。手前が江古田通り（ちゃんちき通り）。

東京都中野区江古田にあった三波邸（現在はマンションに建て替わっている）前の通りは、地元住民から三波の楽曲「チャンチキおけさ」からとって「ちゃんちき通り」、自宅は「おけさ御殿」、「ちゃんちき屋敷」と呼ばれ親しまれた。

## 趣味・嗜好
酒は体質的に受け付けず、喫煙もしないなど、「最高のコンディションを作ることが、ファンへの最大の恩返し」と日頃から健康には人一倍気を遣った三波は、ゴルフとビリヤードを趣味とした。ゴルフには月平均3回ほど出かけ、ビリヤードは地方公演で時間があると必ず店を探すという熱の入れようだった。
「ダウンタウンスペシャル 男ットコ前やなー!4」（1993年4月1日放送、日本テレビ系）に出演した際も、三波自らの提案で地井武男と罰ゲームを賭けてビリヤード対決をしている。当初、腕には相当自信があると豪語していた三波だったが、蓋を開けてみれば、まったくのビリヤード初心者だった地井に僅差での辛勝と、あまり実力は発揮されず、チームキャプテンだった松本人志から「おっさん、大したことないやん」とツッコミが入る結果となった。因みに負けた地井は、パンダの着ぐるみを着て一般客のいる喫茶店へ入るという罰ゲームを受けている。
しかし、実際にはプロから手ほどきを受け、アーティスティック・ビリヤード（トリック・ショット）の技もいくつか伝授されていたという。

## NHK紅白歌合戦出場歴
歌手デビューした翌1958年（第9回）に初出場を果たしてから、1986年（第37回）まで29回連続して出場。1964年（第15回）と1966年（第17回）は、美空ひばりを抑えて大トリを務めた。
紅白歌合戦の通算出場回数31回は、北島三郎、五木ひろし、森進一、石川さゆり、細川たかし、和田アキ子、島倉千代子、小林幸子、坂本冬美に次いで、郷ひろみと並び史上10位タイ。また、連続出場回数29回は、五木ひろし、森進一、石川さゆり、小林幸子、細川たかし、島倉千代子、和田アキ子に次いで歴代8位。
なお、三波は紅白史上最後の大正生まれの出場歌手である。
| 年度/放送回             | 回 | 曲目 (通算回数)                                    | 出演順 (出演順/出場者数) | 対戦相手 (通算回数) | トリ (通算回数)                    |
| ----------------------- | -- | -------------------------------------------------- | ------------------------ | ------------------- | ---------------------------------- |
| 1958年(昭和33年)/第9回  | 初 | 雪の渡り鳥                                         | 09/25                    | 神楽坂浮子          |                                    |
| 1959年(昭和34年)/第10回 | 2  | 沓掛時次郎（くつかけときじろう）                   | 24/25                    | 楠トシエ            | トリ前                             |
| 1960年(昭和35年)/第11回 | 3  | 忠治流転笠                                         | 26/27                    | 楠トシエ(2)         | トリ前(2)                          |
| 1961年(昭和36年)/第12回 | 4  | 文左たから船                                       | 25/25                    | 島倉千代子          | 大トリ                             |
| 1962年(昭和37年)/第13回 | 5  | 巨匠                                               | 13/25                    | 朝丘雪路            |                                    |
| 1963年(昭和38年)/第14回 | 6  | 佐渡の恋唄                                         | 25/25                    | 美空ひばり          | トリ(2)                            |
| 1964年(昭和39年)/第15回 | 7  | 俵星玄蕃（たわらぼしげんば） (元禄名槍譜 俵星玄蕃) | 25/25                    | 美空ひばり(2)       | 大トリ(3)                          |
| 1965年(昭和40年)/第16回 | 8  | 水戸黄門旅日記                                     | 16/25                    | 江利チエミ          |                                    |
| 1966年(昭和41年)/第17回 | 9  | 紀伊国屋文左衛門 (豪商一代 紀伊國屋文左衛門)       | 25/25                    | 美空ひばり(3)       | 大トリ(4)                          |
| 1967年(昭和42年)/第18回 | 10 | 赤垣源蔵                                           | 23/23                    | 美空ひばり(4)       | トリ(5)                            |
| 1968年(昭和43年)/第19回 | 11 | 世界平和音頭                                       | 12/23                    | 島倉千代子(2)       |                                    |
| 1969年(昭和44年)/第20回 | 12 | 大利根無情                                         | 12/23                    | 島倉千代子(3)       |                                    |
| 1970年(昭和45年)/第21回 | 13 | 織田信長                                           | 12/24                    | 島倉千代子(4)       |                                    |
| 1971年(昭和46年)/第22回 | 14 | 桃中軒雲右ェ門                                     | 20/25                    | 都はるみ            |                                    |
| 1972年(昭和47年)/第23回 | 15 | 元禄忠臣蔵より「あゝ松の廊下」                     | 16/23                    | 小柳ルミ子          |                                    |
| 1973年(昭和48年)/第24回 | 16 | 大利根無情(2回目)                                  | 19/22                    | 水前寺清子          |                                    |
| 1974年(昭和49年)/第25回 | 17 | 勝海舟                                             | 24/25                    | ちあきなおみ        | トリ前(3)                          |
| 1975年(昭和50年)/第26回 | 18 | おまんた囃子                                       | 17/24                    | 森山良子            |                                    |
| 1976年(昭和51年)/第27回 | 19 | 人生おけさ                                         | 14/24                    | 岩崎宏美            |                                    |
| 1977年(昭和52年)/第28回 | 20 | 三波のハンヤ節 西郷隆盛                            | 20/24                    | 島倉千代子(5)       |                                    |
| 1978年(昭和53年)/第29回 | 21 | さくら日本花の旅                                   | 20/24                    | 森昌子              |                                    |
| 1979年(昭和54年)/第30回 | 22 | 雪の渡り鳥(2回目)                                  | 15/23                    | 水前寺清子(2)       |                                    |
| 1980年(昭和55年)/第31回 | 23 | チャンチキおけさ                                   | 19/23                    | 水前寺清子(3)       |                                    |
| 1981年(昭和56年)/第32回 | 24 | 雪の渡り鳥(3回目)                                  | 06/22                    | 水前寺清子(4)       |                                    |
| 1982年(昭和57年)/第33回 | 25 | チャンチキおけさ(2回目)                            | 06/22                    | 水前寺清子(5)       |                                    |
| 1983年(昭和58年)/第34回 | 26 | 放浪茣蓙枕(さすらいござまくら)                     | 07/21                    | 島倉千代子(6)       |                                    |
| 1984年(昭和59年)/第35回 | 27 | 大利根無情(3回目)                                  | 17/20                    | 島倉千代子(7)       |                                    |
| 1985年(昭和60年)/第36回 | 28 | 夫婦屋台                                           | 09/20                    | 研ナオコ            |                                    |
| 1986年(昭和61年)/第37回 | 29 | あゝ北前船                                         | 03/20                    | 小泉今日子          | 同回限りで紅白出場勇退を宣言       |
| 1989年(平成元年)/第40回 | 30 | 東京五輪音頭                                       | 第1部に出演              | （対戦相手なし）    | 3年ぶりに紅白復帰出場              |
| 1999年(平成11年)/第50回 | 31 | 元禄名槍譜 俵星玄蕃(2回目)                         | 22/27                    | 坂本冬美            | 10年ぶりに復帰・生涯最後の紅白出場 |

(注意点)
- 対戦相手の歌手名の( )内の数字は、その歌手との対戦回数、備考のトリ等の次にある( )はトリ等を務めた回数を表す。
- 曲名の後の(○回目)は、紅白で披露された回数を表す。
- 出演順は「（出演順) / (出場者数)」で表す。

## 受賞・受章歴
- 1976年 - 昭和51年度（第31回）芸術祭優秀賞（大衆芸能部門、同年の歌謡生活20年記念リサイタル「終わり無きわが道」の成果に対し）[46]
- 1982年 - 昭和57年度（第37回）芸術祭優秀賞（大衆芸能部門、同年の歌謡生活25年記念リサイタル「放浪芸の天地」の成果に対し）[46]
- 1985年 - 新潟県三島郡越路町名誉町民（後に越路町が長岡市と合併したため、長岡市名誉市民）[47]。
- 1986年 - 紫綬褒章。
- 1994年 - 『平家物語』で第36回日本レコード大賞企画賞。
- 1994年 - 勲四等旭日小綬章[48]。
- 2001年 - 新潟県民栄誉賞（表彰日は命日の4月14日）[49]。

## 三波春夫の作品

### 代表的な歌曲
- 1957 - メノコ船頭さん
  - チャンチキおけさ/船方さんよ
  - 別れ汐時/瀬戸の月夜船
  - ギッチョン舟唄
  - りんご船積み唄
  - 夕やけ親子/雪の渡り鳥
  - おけさ鴉
- 1958 - 都々逸舟唄/風ッこ岬 
  - 花を肴に飲もうじゃないか/隅田夜船
  - 旅笠道中/天竜しぶき笠
  - おさななじみの唄/それでいゝんだよ
  - 野暮でムんす/流れの旅唄/口笛を吹く渡り鳥
  - 櫓かこんで/玄海がらす/船頭しぶき
  - あやめと船頭さん/百ン日航海
  - 赤城哀歌/仁吉男笠
  - 流れ雲だよ/越後のお月さん/トッチャカ人生/ヤッチャおどり
- 1959 - 沓掛時次郎/大利根無情/親分お世話になりました/忠太郎月夜
- 1960 - 忠治流転笠
- 1960 - 一本刀土俵入り
- 1961 - 名月綾太郎ぶし / 文左たから船（この曲で初めてNHK紅白歌合戦の大トリを務める）
- 1962 - 南部坂雪の別れ
  - 元禄赤鞘ぶし/都々逸横丁
  - 曽我物語/ふるさとの唄
  - 春太郎道中ぶし/ナイトコ節
  - あゝ荒神山/花の喧嘩状
  - 豊年盆唄/まんまるおどり
  - 丹下佐膳/恋文浪人
  - 出雲崎おけさ/常磐炭鉱節
  - 桃中軒雲右衛門とその妻
- 1963 - 東京五輪音頭/東京五輪おどり（競作）
  - 1964年の東京オリンピックテーマソング。
  - 宗吾吹雪/百萬石船唄
  - 森の石松/花の喧嘩鳶
  - 三五郎街道/任侠東海ばやし
  - 鼠小僧唄念仏/沖縄月夜
  - 孤独の魂/その人の名を呼べど/浪花の勝負師
  - おとぼけばやし/佐渡の渡り鳥
  - 佐渡の恋唄/渚の子守唄
  - 銀座は淋し/お袋さんよ
  - 天保流転笠/越後獅子の歌
  - 高杉晋作/わらべ唄三度笠
- 1964 - 元禄名槍譜 俵星玄蕃/権八忍び笠（長編歌謡浪曲）【北村桃児名義で構成、作詞】
  - おさらば街道/浅太郎子守唄
  - 伊那ぶし鴉
  - 出世佐渡情話/街角の戦友
  - 乾杯音頭/手拍子音頭
  - 風の信濃路/頃は元禄十五年
  - 赤城の人よ/水戸の黄門さま
  - 恋さま道中/母と子の勲章
  - 花の柔道/あゝ講道館
  - 魚河岸の石松/飯場すゝき
  - 百年桜/明治の前夜
  - 水戸黄門旅日記/母恋笠
- 1965 - 北上船唄/松島の斉太郎さん
  - 元禄無情/鯉名の銀平
  - 主水之介百番勝負/想い出さん
  - 股旅道中/紅椿
  - 暴れん坊若様/一升壜が空ンなった又あいたよ
  - 古戦場/霧雨の慕情
  - 源義経/幕末の剣豪 近藤勇
- 1966 - 豪商一代 紀伊國屋文左衛門（長編歌謡浪曲）
  - 春がすみ遠山桜/金四郎小唄
  - 霧の渡り鳥/すっきり人生
  - 敦子、どこにいるの/ああ風雪の二十年
  - 京の三条恋の橋/鳥辺山心中より「お染半九郎」
  - 東京花笠音頭/にっぽんばやし
  - ほろよい酒場/男一匹買わねえか
  - 信濃川舟唄/若者ならば夢を持て
  - 浪曲船頭
- 1967 - 世界の国からこんにちは/万国博覧会音頭 1970年の大阪万博テーマソング。
  - 春雷/ソーランしぶき
  - 人生の港/男だったら
  - 佐々木小次郎/小次郎恋慕
  - あゝ鶴ヶ城/黒田の杯
  - 名物綾太郎ぶし/出世佐渡情話
  - 新奈良音頭/鞍馬天狗の歌（毎日放送・NET系『鞍馬天狗』主題歌）/人情歌街道
  - 日本の祈り/お木曳音頭
  - 妻恋双六/深川百年
  - 雪ン子手まり唄/いのちの恋
- 1968 - 花の城下町/都々逸道中
  - 百年音頭/明治百年の歌
  - みなと祭り/黒汐ばやし
  - びわ湖旅情/花のびわ湖
  - 奈良県民の歌/奈良県民音頭
  - 人力一代/あばれ太鼓
  - 新東北音頭/みちのく小唄
  - 世界平和音頭/桜咲くころ
- 1969 - これが呑まずにいられるかい/月の別れ船
  - 裏方さん/ああ千曲川
  - ご存知右門ここに居る（日本テレビ系『右門捕物帖』主題歌）
- 1970 - 織田信長/太閤おどり
  - 靖国の母/あれから二十年（さらばシベリア）
  - 大江戸かわら版/恋女房
- 1971 - しあわせを運ぶ道/安全坊やの唄
  - スポーツ行進曲/スポーツ音頭
  - 千島を守った男・高田家嘉兵衛/男の海峡
  - 心/さいはてに散る男
- 1972 - おけさ月夜舟/お茶つみ音頭
  - 夕陽と船頭さん/ふるさとの母
  - 男の浪花節/虹を掴む男
  - 任侠三人男/縞の合羽に三度笠
- 1973 - にっぽん音頭/出世酒場
  - 母ごころ/駿府のれん太鼓
  - 元禄友情物語/中居屋重兵衛-海を拓く男-
  - おじいさんおばあちゃん/門出を祝う歌
- 1974 - 笠飛び峠/股旅
  - 赤い椿と三度笠/望郷の渡り鳥
  - 蒲郡ふるさと音頭（自身の作詞）/蒲郡市民の歌
- 1975 - おまんた囃子/二人で帰ろう（自身の作詞・作曲）
  - ニッコリ音頭（フジテレビ系『欽ちゃんのドンとやってみよう!』主題歌）
  - ふるさとさん/酒を飲んだらおやじ節
- 1976 - 桃太郎侍の歌/桃太郎音頭（NTV系日曜時代劇『桃太郎侍』主題歌）
  - 恋の博多節/名槍日本号・黒田の武士
- 1977 - 母を想えば/息子よ
  - 文左衛門の海/夫婦川
- 1978 - ルパン音頭/銭形マーチ（ルパン三世 ルパンVS複製人間主題歌）
  - 大日蓮/日蓮の母
  - さくら日本花の旅/続・さくら日本花の旅
  - 浜田城の商人 海に虹をかけた男（会津家八右衛門）/浜田城の商人 続・海に虹をかけた男
  - 花咲く墓標/21世紀の宇宙音頭
  - 小文間音頭（茨城県取手市小文間）
- 1979 - 大東京音頭（競作）/大東京小唄
  - 日中友好讃歌 夜明けの橋/友好音頭
  - 三波春夫の新北海盆唄
- 1980 - 日本の名将 武田信玄/戦国塩物語
  - 大九州音頭/九州花笠おどり
  - 岩手音頭/三波のタント節
  - 北国音頭/弥三郎節
  - 任侠虎造ぶし/温度音頭
  - 大阪まつり音頭/俺は藤吉郎
  - 栃木県民音頭
  - わたり鳥/ふたり旅
- 1981 - 花の音頭/男の二十年
  - ふれあいの詩/舟唄人生
- 1982 - 大新潟音頭
  - 酒ありて/お手を拝借
- 1983 - 放浪茣蓙枕/にんげん劇場
  - 交通安全音頭/交通安全でろれん音頭
  - オホーツク情話/夫婦屋台
- 1984 - 日本列島渡り酒/丼音頭
  - 筑波の鴉/一の唄
- 1985 - 限りなき夢/おふくろ酒場
- 1986 - 日本ふるさと音頭/大演歌音頭
  - あゝ北前船/独眼竜政宗
- 1987 - 雪月花/木造り恋唄
- 1988 - 頑固親父の浪花節/俺のお袋さん
  - 河内ばやし
  - 時次郎街道/沓掛時次郎
- 1989 - 百年音頭/百年囃子（サンバ）
  - 仙寿鶴の舞/恋の歌ごよみ
  - 利根の子守唄/瞼の母
- 1990 - 男の峠道/嘉兵衛まつり音頭
- 1991 - 21世紀音頭
  - かかし祭り音頭/日本音頭
  - あゝ三国峠/さわやかサンバ
  - ええんか音頭/ある人生
- 1992 - 世渡り上手/錦鯉
  - HOUSEおまんた囃子/HOUSE五輪音頭
- 1993 - 八木節一代/八木節音頭
  - ジャン・ナイト・じゃん
  - 恐竜音頭/恐竜は生きている
- 1994 - 平家物語
- 1995 - 日本を頼みます/涙あふるるほど
- 1996 - しんちゃん音頭～オラといっしょにおどろうよ/しんちゃんマーチ
- 1997 - 明日咲くつぼみに/この山は、この川は（作詞：永六輔）
- 1999 - あゝ忠臣蔵/北前船の豪商 高田屋嘉兵衛さん
- 2000 - 富士山（作詞・作曲：新井満）/イズノスケ音頭（生前最後のシングル）

### 著作
- 『すべてを我が師として』映画出版社、1964年1月10日。NDLJP:2501721。※三波の最初の著書。オフィシャルブログ内で本書のアーカイブを掲載[50]。
- 歌藝の天地―歌謡曲の源流を辿る（1984年/PHP研究所）※単行本絶版後、2001年に文庫本で再版。ISBN 978-4569575933
- 三波春夫でございます（1993年/講談社）ISBN 978-4062061544
- 言わねばならぬッ!（1998年/NHK出版/永六輔との共著）ISBN 978-4140804490
- 聖徳太子憲法は生きている（1998年/小学館）ISBN 978-4094026214
- 真髄三波忠臣蔵（1999年/小学館）ISBN  978-4094026221
- 熱血! 日本偉人伝（2000年/集英社インターナショナル）ISBN 978-4797670127

### 楽曲提供
作曲
- 二十一世紀音頭 植木等（1991年、作詞: 伊藤アキラ）

1995年発売された植木のアルバム『植木等的音楽』（プロデュース：大瀧詠一）には、新たな歌詞で、三波と植木の共演による「新二十一世紀音頭」が収録されている。
作詞
- 星座（ほし）の名前 さだまさし（1999年、さだのアルバム『季節の栖』収録、作曲: さだまさし）

## 主な出演

### テレビ
- 三波春夫アワー（1962年、朝日放送 - TBS系）
- 三波春夫の三五郎街道（1963年、日本テレビ）追分三五郎役
- 世界おもしろネットワーク（1981年10月16日～1982年2月26日、テレビ東京）
- 三波春夫の人生の研究（1987年、テレビ東京)
- スター感動バラエティ 幸せの☆一番星（1996年10月29日～同年12月10日、日本テレビ）
- ワールドクイズ ザ・びっくり地球人!（日本テレビ）
- クイズ!年の差なんて（フジテレビ）不定期出演

ほか多数

### テレビドラマ
- 空ゆく雲（1967年1月3日、NHK総合）
- 桃太郎侍 第224話 「邪剣に勝った瓦版」（1981年2月8日、日本テレビ） - 三谷新十郎役

### 映画
- おけさ鴉（大映・1958年） - 春之助役
- 口笛を吹く渡り鳥（大映・1958年） - 春吉役
- チャンチキおけさ（日活・1958年） - 春さん（三上刑事）役
- 船方さんよ（日活・1958年） - 草野春雄役
- 旅笠道中（東映・1958年） - 春太郎役
- 波止場がらす（東映・1958年） - 波川春夫役
- 母しぐれ（東映・1959年） - 信さん役
- 大利根無情（松竹・1960年） - 平手造酒役
- 中乗り新三 天竜鴉（松竹・1960年） - 中乗り新三役（主演）
- あんみつ姫の武者修業（松竹・1960年） - 座長藤九郎役
- 千両鴉（松竹・1961年） - 知らずの春太郎役（主演）
- 雲右衛門とその妻（大映・1962年） - 桃中軒雲右衛門役（主演）
- 外人墓地の決斗（大映・1964年） - 劇中歌
- 東京五輪音頭（日活・1964年）本人及び、松吉役
- 若親分（大映・1965年）桃中軒雲右衛門役
- ルパン三世 ルパンVS複製人間（東宝・1978年 ）アニメーション作品。主題歌「ルパン音頭」を担当、及びエジプト警察署長役[51]
- 刑事物語 くろしおの詩（東宝・1985年） - 吉田茂（職安の所長）役
- 「三波春夫『歌藝（うたげい）～終り無きわが歌の道』特別シネマ公演」

### ラジオ
- 突撃!歌謡大行進（1983年、文化放送）金曜パーソナリティー
- 明るく楽しく三波春夫です（アール・エフ・ラジオ日本）

### CM
- マイコール「貼るオンパックス」（1991年）

## 関連作品
- いだてん〜東京オリムピック噺〜、2019年、NHK、大河ドラマ、演：浜野謙太